# Michel Parmentier
Pour les articles homonymes, voir Parmentier.
Ne doit pas être confondu avec le footballeur Michel Parmentier.
Michel Parmentier (Paris 16 décembre 1938 - Paris 24 juin 2000) est un peintre français. Cofondateur, en 1966, du groupe BMPT, avec Daniel Buren, Olivier Mosset et Niele Toroni. Sa démission est à l'origine de la dissolution du groupe en 1967.
Conceptuel radical, partisan d'un minimalisme allant jusqu'à la négation de la peinture, il s'arrêtera de peindre entre 1968 et 1983.

## Biographie

### Études
- Classe préparatoire, Cours Charpentier, Paris.
- École des métiers d'art, Paris : atelier publicité (rencontre de Daniel Buren, Michel Nuridsany)
- École des beaux-arts, Paris, 1961-1965 : atelier de Roger Chastel (rencontre de Pierre Buraglio, Vincent Bioulès, Joël Kermarrec, Jacques Poli, François Rouan, Claude Viallat, etc.)[4]

### Prix
- Prix Lefranc, 1963

## Expositions (sélection)

### Expositions personnelles
- Galerie H. Le Gendre, Paris, avril-mai 1965.
- Galerie Liliane et Michel Durand-Deseert, Paris, 11 avril-16 mars 1978.
- Galerie Liliane et Michel Durand-Deseert, Paris, 15 septembre-9 octobre 1984.
- Centre national des arts plastiques, Paris, 20 septembre-31 octobre 1988.
- « Présentation de l'œuvre 20.11.99 », galerie Jean Fournier, Paris, 2000.
- « Rétrospective 1965-1991 », galerie Durand-Dessert, Paris, 7 septembre-16 novembre 2002.

## Expositions collectives
Sélection
- XIIIe Salon de la jeune peinture, Musée d'art moderne de la ville de Paris, 1962
- « Manifestation no 1 » groupe BMPT, travail en public pendant le vernissage, XVIIIe Salon de la jeune peinture, Musée d'art moderne de la ville de Paris, 3 janvier 1967
- « Manifestation no 2 » groupe BMPT, décrochage des œuvres et départ vers 18h, XVIIIe Salon de la jeune peinture, Musée d'art moderne de la ville de Paris, 3 janvier 1967
- « Manifestation no 3 » groupe BMPT, 4 toiles accrochées et distribution d'un tract, Musée des arts décoratifs, Paris, 2 juin 1967
- « Manifestation no 4 » groupe BMPT, exposition avec projection diapos et bande sonore, IVe Biennale de Paris, Musée d'art moderne de la ville de Paris, septembre 1967
- « Art Brussels » Galerie Jean Fournier : Dominique De Beir, Gilgian Gelzer, Simon Hantaï, Michel Parmentier, Tour et Taxis, Bruxelles, avril 2017.